# NHibernate
NHibernate – biblioteka programistyczna służąca do wykonywania mapowania obiektowo-relacyjnego na platformie .NET.
NHibernate jest rozwijany w ramach projektu Hibernate.